# Мария
Вижте пояснителната страница за други значения на Мария.
Марѝя е женско име, използвано от различни народи: българи, англичани, германци, гърци, испанци, италианци, каталунци, норвежци, поляци, португалци, румънци, руснаци и др.
Към края на 2009 година Мария е най-разпространеното женско име в България, носено от около 125 000 души (3,20% от жените). То е и второто най-често използвано женско име за родените през 2007 – 2009 година (2,49%).
Това име е носила и Мария, майката на Иисус Христос.